# てるのりのワルノリ
『てるのりのワルノリ』は、文化放送のラジオ番組。2023年4月1日より土曜日に生放送されている。

## 概要
若者向け番組のパーソナリティとして人気を得た元文化放送アナウンサーの吉田照美とお笑い芸人のオテンキのりが、2021年11月に放送した『もっと一緒に! ラジオで浜祭りスペシャル』の中で行ったスペシャル トークコーナーが好評を得たことを受けてレギュラー化したもの。
2人がどこまでが本気で、どこまでが悪ふざけなのかわからない生放送ならではのハプニング性 溢れるトークを展開する。
のりが毎週木曜日に自身のYouTubeチャンネルで配信している『ひとり組手』内では番組のCMを流している。
2023年10月より、毎週土曜日 11時 - 13時に放送時間を変更した。

## 出演

### パーソナリティ
- 吉田照美
- オテンキのり

### アシスタント
- 甲斐彩加（文化放送アナウンサー）

## 放送時間
- 2023年4月1日 - 9月30日
  - 毎週土曜 17:00 - 17:30（第1部）
  - 毎週土曜 18:00 - 18:30（第2部）
- 2023年10月7日 - 
  - 毎週土曜 11:00 - 13:00

## コーナー
- 吉田とのりのオープニング トーク、メール テーマを発表
- はぴねすくらぶ ラジオショッピング
- 日本全国ワルノリ トピックス
- 土曜日のワルノリ
  - クイズ喜怒哀楽マネー
  - ゲスト コーナー
- てるのり名勝負
- 君はエトランゼ[5]
- メール紹介

過去のコーナー
- お宅の電気代
- 告知コーナー
- あっ!という間のミスDJ（2023年10月7日 - 2024年9月28日）- 信越放送へネット
- 放屁のコーナー

## ゲスト
2023年
- 4月1日 - 秋元真夏 ※飛び入り参加[6]
- 6月24日 - 小池美波（櫻坂46）
- 7月29日 - 田村真佑（乃木坂46）
- 12月16日 - 菊池桃子

2024年
- 2月17日 - アンジェリーナ1/3（Gacharic Spin マイクパフォーマー）
- 5月4日 - 内山高志